# Municipio de Weldon (Míchigan)
El municipio de Weldon (en inglés: Weldon Township) es un municipio ubicado en el condado de Benzie en el estado estadounidense de Míchigan. En el año 2010 tenía una población de 542 habitantes y una densidad poblacional de 5,71 personas por km².

## Geografía
El municipio de Weldon se encuentra ubicado en las coordenadas 44°33′40″N 86°0′14″O / 44.56111, -86.00389. Según la Oficina del Censo de los Estados Unidos, el municipio tiene una superficie total de 94.87 km², de la cual 94,35 km² corresponden a tierra firme y (0,55 %) 0,52 km² es agua.

## Demografía
Según el censo de 2010, había 542 personas residiendo en el municipio de Weldon. La densidad de población era de 5,71 hab./km². De los 542 habitantes, el municipio de Weldon estaba compuesto por el 96,13 % blancos, el 0,18 % eran afroamericanos, el 0,92 % eran amerindios, el 0,18 % eran asiáticos, el 0,92 % eran de otras razas y el 1,66 % eran de una mezcla de razas. Del total de la población el 1,85 % eran hispanos o latinos de cualquier raza.